# Флаг Сосьвинского муниципального округа
Флаг Со́сьвинского городского округа — официальный символ муниципального образования «Сосьвинский городской округ» Свердловской области Российской Федерации.
Флаг утверждён 27 декабря 2001 года как флаг муниципального образования Серовский район (после муниципальной реформы — «Сосьвинский городской округ») и внесён в Государственный геральдический регистр Российской Федерации с присвоением регистрационного номера 1087.

## Описание
«Полотнище составлено из четырёх горизонтальных полос — белой, синей, белой и зелёной. Две внутренние полосы волнообразные по форме и имеют ширину в 1/20 от высоты полотнища. Наружные полосы имеют в ширину каждая по 1/9 от высоты полотнища и несут на себе расположенные по центру полос изображения фигур районного герба: на белой полосе — красное возникающее из-за верхнего края полотнища солнце; на зелёной — соболь в белом и красном цветах.
Соотношение сторон полотнища — 2:3.
Обратная сторона полотнища зеркально воспроизводит лицевую».

## Обоснование символики
Верхняя белая и зелёная полосы указывают на принадлежность муниципального образования северным территориям Свердловской области и основное его богатство — леса.
Волнообразный пояс — это главная водная артерия территории — река Сосьва.
Возникающее солнце — знак надежды на «лучшую жизнь», энергии и жизнелюбия населяющих округ людей.
Изображение соболя кроме указания на принадлежность района Свердловской области говорит о богатстве недр, животного мира и гармоничном природопользовании.